# The First Degree
The First Degree er en amerikansk stumfilm fra 1923 af Edward Sedgwick.

## Medvirkende
- Frank Mayo som Sam Bass
- Sylvia Breamer som Mary
- Philo McCullough som Will Bass
- George A. Williams
- Harry Carter